# Södra Sallerups socken
Södra Sallerups socken i Skåne ingick i Oxie härad, uppgick 1952 i Malmö stad och området ingår sedan 1971 i Malmö kommun och motsvarar från 2016 Södra Sallerups distrikt.
Socknens areal var 11,83 kvadratkilometer varav 11,69 land.  År 2000 fanns här 1 041 invånare. En del av Malmö med den tidigare tätorten Tullstorp och området Södra Sallerup med kyrkbyn Södra Sallerups by med sockenkyrkan Södra Sallerups kyrka ligger i socknen. 

## Administrativ historik
Socknen har medeltida ursprung. Före den 1 januari 1886 (ändring enligt beslut den 17 april 1885) var namnet Sallerups socken.
Vid kommunreformen 1862 övergick socknens ansvar för de kyrkliga frågorna till Sallerups församling och för de borgerliga frågorna bildades Sallerups landskommun. Landskommunen uppgick 1952 i Malmö stad som ombildades 1971 till Malmö kommun. Församlingen uppgick 2002 i Husie och Södra Sallerups församling, som 2014 uppgick i en återbildad och utökad Husie församling.
1 januari 2016 inrättades distriktet Södra Sallerup, med samma omfattning som församlingen hade 1999/2000.
Socknen har tillhört län, fögderier, tingslag och domsagor enligt vad som beskrivs i artikeln Oxie härad. De indelta soldaterna tillhörde Södra skånska infanteriregementet, Livkompaniet, Skånska husarregementet, Hoby skvadron, Månstorps kompani och Skånska dragonregementet, Malmö skvadron, Sallerups kompani.

## Geografi
Södra Sallerups socken ligger i östra Malmö med Sege å i öster. Socknen är en lätt kuperad odlad slättbygd.

## Fornlämningar
Cirka 35 boplatser från stenåldern är funna. Från bronsåldern finns fyra gravhögar. Även funna är boplatser från järnåldern och bronsåldern och flintgruvor från stenåldern.

## Namnet
Namnet skrevs 1485 Salorp och kommer från kyrkbyn. Förleden innehåller troligen mansnamn Saxel. Efterleden innehåller torp, 'nybygge'..